# Edgecombe County
Edgecombe County ist ein County im Bundesstaat North Carolina der Vereinigten Staaten. Der Verwaltungssitz (County Seat) ist Tarboro, das nach dem in der Nähe fließenden Tar River benannt wurde.

## Geographie
Das County liegt im mittleren Nordosten von North Carolina, ist im Norden etwa 60 km von Virginia entfernt und hat eine Fläche von 1312 Quadratkilometern, wovon 4 Quadratkilometer Wasserfläche sind. Es grenzt im Uhrzeigersinn an folgende Countys: Halifax County, Martin County, Pitt County, Wilson County und Nash County.
Edgecombe County ist in 14 nummerierten Townships aufgeteilt: 1 (Tarboro), 2 (Lower Conetoe), 3 (Upper Conetoe), 4 (Deep Creek), 5 (Lower Fishing Creek), 6 (Upper Fishing Creek), 7 (Swift Creek), 8 (Sparta), 9 (Otter Creek), 10 (Lower Town Creek), 11 (Walnut Creek), 12 (Rocky Mount), 13 (Cokey) und 14 (Upper Town Creek).

## Geschichte
Edgecombe County wurde am 4. April 1741 aus Teilen des Bertie County gebildet. Benannt wurde es nach Richard Edgcumbe, einem britischen Adligen, Parlamentsmitglied und Finanzminister. 1987 war das County und Tarboro Drehort für den Film Summer Heat.

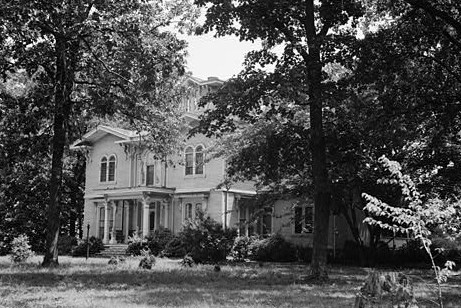
Coolmore (1940)

Im County liegt eine National Historic Landmark, das Plantagenhaus Coolmore. 37 Bauwerke und Stätten des Countys sind insgesamt im National Register of Historic Places eingetragen (Stand 2. März 2018).

## Demografische Daten
Nach der Volkszählung im Jahr 2000 lebten im Edgecombe County 55.606 Menschen in 20.392 Haushalten und 14.804 Familien. Die Bevölkerungsdichte betrug 43 Einwohner pro Quadratkilometer. Ethnisch betrachtet setzte sich die Bevölkerung zusammen aus 40,06 Prozent Weißen, 57,46 Prozent Afroamerikanern, 0,20 Prozent amerikanischen Ureinwohnern, 0,13 Prozent Asiaten, 0,01 Prozent Bewohnern aus dem pazifischen Inselraum und 1,56 Prozent aus anderen ethnischen Gruppen; 0,58 Prozent stammten von zwei oder mehr Ethnien ab. 2,79 Prozent der Bevölkerung waren spanischer oder lateinamerikanischer Abstammung.
Von den 20.392 Haushalten hatten 32,8 Prozent Kinder unter 18 Jahren, die bei ihnen lebten. 46,2 Prozent davon waren verheiratete, zusammenlebende Paare, 21,5 Prozent waren allein erziehende Mütter und 27,4 Prozent waren keine Familien. 24,0 Prozent waren Singlehaushalte und in 10,1 Prozent lebten Menschen mit 65 Jahren oder älter. Die Durchschnittshaushaltsgröße betrug 2,67 und die durchschnittliche Familiengröße war 3,16 Personen.
27,1 Prozent der Bevölkerung waren unter 18 Jahre alt. 8,6 Prozent zwischen 18 und 24 Jahre, 28,4 Prozent zwischen 25 und 44 Jahre, 23,4 Prozent zwischen 45 und 64, und 12,5 Prozent waren 65 Jahre alt oder Älter. Das Durchschnittsalter betrug 36 Jahre. Auf alle weibliche Personen kamen 86,8 männliche Personen. Auf alle Frauen im Alter von 18 Jahren oder darüber kamen 80,8 Männer.
Das jährliche Durchschnittseinkommen eines Haushalts betrug 30.983 $ und das jährliche Durchschnittseinkommen einer Familie betrug 35.902 $. Männer hatten ein durchschnittliches Einkommen von 27.300 $ gegenüber den Frauen mit 21.649 $. Das Prokopfeinkommen betrug 14.435 $. 19,6 Prozent der Bevölkerung und 16,0 Prozent der Familien lebten unterhalb der Armutsgrenze. 27,5 Prozent von ihnen sind Kinder und Jugendliche unter 18 Jahre und 18,4 Prozent sind 65 Jahre oder älter.